# Венгеловское сельское поселение
Венге́ловское се́льское посе́ление — бывшее муниципальное образование в составе Палласовского района Волгоградской области.
Административный центр — посёлок Венгеловка.

## История
Краснодеревенский сельсовет — прежнее название сельского поселения.
Решением исполкома Волгоградского облсовета от 30 ноября 1961 года № 22/564 § 8 в составе Палласовского района образован Краснодеревенский сельсовет с центром в с. Красная деревня (ГУ «ГАВО». Ф.Р — 2115. Оп.6. Ед.хр.1675. Л.51а)
Решением исполнительного комитета Волгоградского областного Совета от 02 сентября 1967 года № 22/1151 центр Краснодеревенского сельсовета был перенесен из с. Красная Деревня в х. Отгонный (ГУ «ГАВО». Ф.Р — 2115. Оп.6. Ед.хр.2229. Л.276)
В соответствии с решением исполнительного комитета Волгоградского областного Совета народных депутатов от 12 августа 1987 года № 19/368-п «Об изменении административно-территориального состава отдельных районов Волгоградской области» х. Отгонный был передан из состава Краснодеревенского сельсовета в административное подчинение Эльтонскому поселковому Совету народных депутатов Палласовского района, пос. Венгеловка из административного подчинения Эльтонскому поселковому Совету вошел в состав Краснодеревенского сельсовета Палласовского района. Краснодеревенский сельсовет Палласовского района был переименован в Венгеловский сельсовет, административный центр Венгеловского сельсовета был перенесен из х. Отгонный в пос. Венгеловка (ГУ «ГАВО». Ф.Р — 2115. Оп.11. Ед.хр.3076. Л.31-32)
Венгеловское сельское поселение образовано 30 декабря 2004 года в соответствии с Законом Волгоградской области № 982-ОД.
Упразднено 5 мая 2019 года, в соответствии с Законом Волгоградской области № 35-ОД от 26.04.2019.

## Население
| 2010 | 2012 | 2013 | 2014 | 2015 | 2016 | 2017 |
| ---- | ---- | ---- | ---- | ---- | ---- | ---- |
| 551  | ↘547 | ↘545 | ↘532 | ↗536 | ↗540 | ↘525 |
| 2018 | 2019 |      |      |      |      |      |
| ↗529 | ↘515 |      |      |      |      |      |

## Состав сельского поселения
| № | Населённый пункт | Тип населённого пункта          | Население |
| - | ---------------- | ------------------------------- | --------- |
| 1 | Венгеловка       | посёлок, административный центр | 536       |
| 2 | Красная Деревня  | хутор                           | 15        |

Решением исполкома Волгоградского областного (сельского) Совета депутатов трудящихся от 29 октября 1964 года № 29/430 § 33 «О регистрации и наименовании вновь возникших населенных пунктов в некоторых районах области» были образованы населенные пункты:
- х. Лиманный, возникший на базе бригады колхоза «Советская Россия» Краснодеревенского сельского Совета (сейчас — Лиманный административный центр Лиманного сельского поселения);
- х. Отгонный, возникший на базе бригады № 9 колхоза имени Чапаева Краснодеревенского сельского Совета[3]

Во исполнение постановления Совета Министров РСФСР от 13 июня 1975 года № 373 «О мероприятиях в связи с проведением в 1979 году Всесоюзной переписи населения», решением исполнительного комитета Волгоградского областного Совета народных депутатов от 17 мая 1978 года № 10/382 «О некоторых изменениях в административно-территориальном делении области» были внесены изменения в состав Краснодеревенского сельсовета
1) х. Щербаков — к х. Отгонный; 2) х. Шурин, х. Терехов, х. Добряков, х. Курашев — к х. Лиманный; 3) х. Пресный Лиман, х. Ланциг, х. Кордон — к х. Красная Деревня
Решением исполнительного комитета Волгоградского областного Совета от 11 февраля 1981 года № 3/101 были произведены изменения в административно-территориальном делении Палласовского района, в том числе в составе Из учетных данных, как фактически не существующие, исключен х. Лиманный Краснодеревенского сельсовета — жители переселились в к. пос. Эльтон
В 1987 году, после передачи посёлка Венгеловка из административного подчинения Эльтонского поселкового совета в состав Краснодеревенского сельсовета, Краснодеревенский сельсовет Палласовского района был переименован в Венгеловский сельсовет, административный центр Венгеловского сельсовета был перенесен из хутора Отгонный в посёлок Венгеловка